# Les Profs (film)
Ne doit pas être confondu avec Profs, un film de 1985.
Série
Les Profs 2
(2015)
Pour plus de détails, voir Fiche technique et Distribution.
Les Profs est une comédie française écrite et réalisée par Pierre-François Martin-Laval, sortie en 2013.
Elle s'inspire de la bande dessinée homonyme de Pica et Erroc.
Le film dépasse le million d'entrées dès la première semaine de projection au cinéma,,,, pour finir à 3 953 481 entrées en France.

## Synopsis
Le lycée Jules-Ferry n'affiche que 12 % de réussite au baccalauréat, ce qui fait de lui le pire lycée de France. L'adjoint (François Morel) à l'inspecteur d'académie (Dominique Pinon) propose alors au proviseur (Philippe Duclos) d'engager les pires professeurs, en espérant que, paradoxalement, cela permettra au lycée de dépasser les 50 % de réussite ; faute de quoi, le lycée sera fermé.
Le lycée engage sept professeurs aux méthodes atypiques : Serge « Tirocu » Cutiro (Christian Clavier), professeur dont il est difficile de déterminer dans un premier temps quelle matière il enseigne, excellent en mathématiques, on comprend donc par la suite que c'est cette matière qu'il enseigne, très fainéant, déclarant par exemple : « Aujourd'hui, on invente un exercice, on le fait, on le corrige, tout seul et en silence, hop c'est parti ! ». Gladys (Isabelle Nanty), professeure d'anglais hystérique et tyrannique, adepte du lancer de craie. Albert (Fred Tousch), professeur de sciences physiques, féru de travaux pratiques de chimie dangereux et bizarres, qui se concluent presque toujours par une explosion. Amina (Stéfi Celma), professeure de français aux courbes affriolantes, mais malgré tout sérieuse et professionnelle. Éric (Arnaud Ducret), professeur d'EPS adepte des exercices dangereux. Maurice (Raymond Bouchard), professeur de philosophie québécois totalement incompréhensible (sauf quand il est sous l'emprise de l'alcool). Antoine Polochon (Pierre-François Martin-Laval), professeur d'histoire-géographie, idolâtrant Napoléon, n'ayant jamais passé le CAPES ("Le sujet c'était Mai 68, j'ai donc expliqué l'influence de Napoléon sur les manifs étudiantes mais ça n'a pas plu à l'examinateur").
Lors du premier trimestre, les parents d'élèves se plaignent des méthodes utilisées par les professeurs : le proviseur décide donc d'y remédier en les privant de leurs moyens. Malgré une légère progression des résultats des élèves, les profs se considèrent comme censurés et l'inspecteur d'académie décide de leur donner carte blanche. Mais au fil des semaines, les résultats sont de plus en plus catastrophiques, et la réputation des profs et leurs méthodes sont telles que des élèves non inscrits dans l'établissement viennent assister aux cours. Après un bac blanc, la sentence est sans appel : seulement 3 % de réussite.
L'inspecteur d'académie révèle donc au proviseur que son intention première était bel et bien de fermer le lycée en engageant les pires professeurs et de prendre ainsi la place du recteur d'académie. Mais Polochon l'entend et lui et ses collègues décident alors d'essayer le tout pour le tout pour sauver le lycée. Ils veulent tout d'abord voler les sujets du bac au ministère de l'Éducation nationale, à Paris. Le vol est un succès, mais ils ont malencontreusement volé les sujets du brevet des collèges, et non du baccalauréat, ce qu'ils apprennent une fois l'épreuve terminée. Les élèves sont déçus et furieux contre leur équipe pédagogique.
Alors qu'il ne reste plus que deux semaines, les profs décident alors de mettre leur bonne volonté en commun pour faire en sorte que leurs méthodes ne posent plus problème aux élèves. Tout semble fonctionner, jusqu'à l'examen. Lors de l'annonce des résultats, le lycée n'obtient que 49 % de reçus, notamment à cause de l'inspecteur d'académie qui a tout fait pour que le plus d'élèves possible échouent à l'examen. Mais à la suite du renvoi de l'élève Thierry Boulard (Kev Adams) par Régis Migou (Grégoire Bonnet), le CPE, à cause de sa légendaire paresse, il retriple sa terminale et a, une fois de plus, échoué au bac, le lycée compte un échec en moins, et est finalement sauvé en passant donc à 50 % de reçus au bac.
Les professeurs engagés se voient alors donner des propositions de mutation, mais ils décident finalement de rester à Jules-Ferry. L'inspecteur quant à lui est muté en Guyane, où il se rend au lycée en pirogue sur le fleuve, à travers la forêt amazonienne.

## Fiche technique
- Titre original : Les Profs
- Réalisation : Pierre-François Martin-Laval
- Scénario, adaptation et dialogues : Pierre-François Martin-Laval et Mathias Gavarry, d'après la bande dessinée éponyme de Pica et Erroc
- Musique : Matthieu Gonet
- Direction artistique : Vincent Dizien
- Décors : Franck Schwarz
- Costumes : Ève-Marie Arnault
- Photographie : Régis Blondeau
- Son : Pierre André, Niels Barletta, Cyril Holtz
- Montage : Thibaut Damade
- Production : Romain Rojtman 
  - Production déléguée : Benjamin Hess
- Sociétés de production[6] : Les Films du 24, en coproduction avec TF1 Droits Audiovisuels et TF1 Films Production, en association avec Sofica UGC 1 et Soficinéma 9, avec la participation de Canal+, Ciné+ et TF1
- Sociétés de distribution[7] : UGC Distribution (France) ; Vertigo Films Distribution (Belgique) ; Axia Films Inc. (Québec) ; Frenetic Films (Suisse romande)
- Budget : 11 803 854 €[8]
- Pays de production :  France
- Langue originale : français
- Format[9] : couleur - D-Cinema - 2,35:1 (Cinémascope) - son Dolby Digital
- Genre : comédie
- Durée : 88 minutes
- Dates de sortie[10] :
  - France, Belgique, Suisse romande : 17 avril 2013[11],[12]
  - Québec : 13 juin 2013[13]
- Classification[14] :
  - France : tous publics[15]
  - Belgique : tous publics (Alle Leeftijden)[11]
  - Suisse romande : interdit aux moins de 12 ans[16]
  - Québec : tous publics (G - General Rating)[13]

## Distribution
- Pierre-François Martin-Laval : Antoine Polochon, professeur d'histoire-géographie
- Isabelle Nanty : Gladys, professeure d'anglais
- Christian Clavier : Serge Cutiro, professeur de mathématiques
- Kev Adams : Thierry Boulard, le cancre
- Arnaud Ducret : Éric, professeur d'éducation physique et sportive
- Stéfi Celma : Amina, professeure de lettres modernes
- Raymond Bouchard : Maurice, professeur de philosophie
- Fred Tousch : Albert, professeur de sciences physiques
- Alice David : Marie, professeure d'allemand
- François Morel : Francis Houston, inspecteur d'académie adjoint
- Dominique Pinon : l'inspecteur d'académie
- Fabienne Chaudat : Huguette, la secrétaire de l'inspecteur d'académie
- Philippe Duclos : le proviseur
- Éric Naggar : Paul, professeur d'histoire-géographie et délégué syndical
- Yves Pignot : Monsieur Miranda, gardien du lycée
- Marie-Laure Descoureaux : Dolorès, professeure d'espagnol
- Nicolas Beaucaire : Monsieur Blondeau
- Jean-Louis Barcelona : Marcellin Jacquard, nouvel inspecteur d'académie adjoint
- Grégoire Bonnet : Régis Migou, le CPE
- Stéphane Bak : l'élève à l'avant-bras plâtré à la cantine
- Claire Chazal : elle-même (présentatrice du journal télévisé)
- Denis Martin-Laval : le vieux monsieur voulant rentrer dans le lycée, refusé par Boulard et un pêcheur
- Joana Person : Nectarine, première de la classe
- Solène Hébert : l'amie de Nectarine
- Gabriel Bismuth-Bienaimé : Quentin
- M'Barek Belkouk : Boudini, élève en surpoids et ami de Boulard
- Margaux Duval : jalouse d'Amina « Amy Whinehouse »
- Amine Lansari : l'ami de Boulard
- Sylvie Huguel : la documentaliste
- Gwendal Marimoutou : Adrien « Jackson Five »
- Aurélia Sendra : la petite à lunettes
- Binliang Peng : Jacki Cheng
- Charlotte Semerdjian : « Arc-en-ciel »
- Nawel Firmino : la déléguée des élèves 1
- Sandie Keot : la déléguée des élèves 2
- Giulia Foïs : Guilia Foïs, journaliste i> Télé

## Production

### Tournage
Le tournage a débuté le 13 juillet pour une durée de neuf semaines.
Le film a été en partie réalisé dans les départements :
- Essonne
  - Lycée Jacques-Prévert à Longjumeau et les scènes extérieures ont été tournées à l'école Jules-Ferry[18].
- Yvelines
  - Lycée Le-Corbusier à Poissy[19][source insuffisante]
- Val-d'Oise
  - La production a filmé le décor de l’ancienne Banque de France sur la place du Grand-Martroy à Pontoise, en seulement deux jours en septembre 2012[20].
- Paris (16e arrondissement)
  - L’avenue de New-York au niveau de la tour Eiffel, lors de la virée parisienne de Cutiro.

## Musique
La musique originale du film est signée par le compositeur Matthieu Gonet, ainsi que Michael Tordjman et Julien Jabre pour l'electro. Quant aux chansons, elles sont du groupe français Deluxe.
 Sauf indication contraire ou complémentaire, les informations mentionnées dans cette section proviennent du générique de fin de l'œuvre audiovisuelle présentée ici.
- I Just Want to Make Love to You par Etta James de 1961 (dans la cour du lycée, Antoine Polochon torse nu coiffé d'un casque de chantier essaie de séduire Marie en buvant une canette goulûment).
- Ne retiens pas tes larmes par Amel Bent de 2004.
- La marseillaise de 1792.
- Echoes (en) par The Ink Spots de 1950 (Antoine prend Marie dans ses bras pour la remercier de l'avoir retenu pour qu'il ne soit pas percuté par un élève passant derrière lui sur son skateboard alors qu'il marchait en arrière, Dolorès l'oblige à la lâcher et elles l'abandonnent ; Marie embrasse Antoine, juste avant la photo de classe des enseignants).
- Never lose par Deluxe.
- Pony par Deluxe.
- Superman par Deluxe (le groupe des sept sort triomphant du conseil de classe du premier trimestre ; Nectarine quitte le bureau du proviseur outrée ; Gladys bombarde ses élèves de craies ; des élèves d'autres établissements s'introduisent dans le lycée en évitant le gardien ; Amina ordonne à Boulard de passer par la fenêtre, il obéit et s'installe à une table sur l'échafaudage).
- Quotidien quotidien par Gabriel Yared.
- Cartable par Deluxe.
- Fast your belt par Michael Tordjman et Julien Jabre.
- Stonned par Michael Tordjman.
- The vault par Michael Tordjman et Julien Jabre.
- The seven ones par Michael Tordjman et Julien Jabre.
- Greyhound par Swedish House Mafia de 2012 (Boulard contrôle l'entrée des élèves des autres établissements en faisant payer l'entrée et Boudini tient la caisse, les élèves dansent dans la mousse dans la salle de sciences physiques).

## Accueil

### Accueil critique
Sur Allociné sa note globale chez les spectateurs est de 2,8/5 pour 7 592 notes, avec des avis tranchés : les uns apprécient la loufoquerie du film, son refus des clichés gentillets qui alourdissent en général les comédies ayant l'école pour sujet ; les autres parlent plutôt de grotesque, de lourdeur, préfèrent au film la bande dessinée d'origine ou la comédie Les Sous-Doués passent le bac.
Certains s'étonnent du choix de Kev Adams pour le rôle du cancre : beaucoup plus âgé que le rôle et peu ressemblant au personnage de la bande dessinée.
- Pourtant, dans la bande dessinée elle-même, Boulard a déjà redoublé plusieurs fois.
- Dans le film, il est clairement indiqué que le personnage est en Terminale pour la troisième année consécutive ; et il a également probablement redoublé d'autres classes.

Du côté de la presse les avis sont mitigés, avec une note de seulement 2,2/5 pour 5 critiques. Si TéléCinéObs parle d'un « petit film qui fait le maximum », Télérama regrette « les clichés de la comédie ringarde ».

### Box-office
| Pays                | Box-office        | Date de sortie    | Source |
| Box-office France   | 3 240 185 entrées | 17 avril 2013     |        |
| Box-office Belgique | 168 106 entrées   | 17 avril 2013     | [ 23 ] |
| Box-office Suisse   | 53 483 entrées    | 17 avril 2013     | [ 24 ] |
| Box-office Russie   | 47 523 entrées    | 22 août 2013      | [ 25 ] |
| Box-office Maroc    | 8 769 entrées     | [Quand ?]         | [ 26 ] |
| Box-office Ukraine  | 4 781 entrées     | 22 août 2013      | ,      |
| Box-office Taïwan   | entrées           | 18 septembre 2013 |        |
| Box-office Total    | 4 068 037 entrées | 29 octobre 2013   |        |

### Audience
Le film a attiré 1,4 million de téléspectateurs, soit 5,6% du public, pour sa première diffusion sur Canal+ le vendredi 11 avril 2014.
Le film a réalisé un record avec 7,8 millions de téléspectateurs, soit 28,6% du public, pour sa première diffusion en clair sur TF1 le dimanche 18 octobre 2015.

## Analyse

## Autour du film

### Suite
- Une suite intitulée Les Profs 2 est sortie le 1er juillet 2015.

### Remake
- Un remake italien intitulé Arrivano i prof (it) est sorti le 1er mai 2018

### Éditions en vidéo
- Date de sortie DVD : 21 août 2013[réf. souhaitée]